# Venuspassagen
För det astronomiska begreppet, se Venuspassage
Venuspassagen är gruppen Reeperbahns andra musikalbum. Albumet spelades in på Silence studio i Koppom i Värmland samt Studio Decibel i Stockholm och gavs ut 16 september 1981. Albumet producerades av Reeperbahn. Skivan rankades av Sonic Magazine i juni 2013 som det 40:e bästa svenska albumet någonsin. Skivan släpptes ursprungligen både på LP och kassettband.
På den svenska albumlistan placerade sig Venuspassagen som högst på 9:e plats. Enligt en uppgift såldes skivan ursprungligen i ca. 25.000 exemplar vilket ansågs vara en mycket bra försäljning för ett svenskspråkigt rockband vid den tiden.

## Mottagande
Venuspassagen fick ett i överlag väldigt positivt mottagande i pressen när den släpptes 1981. Aftonbladet ansåg att det var en "mycket, mycket bra svensk rock-LP." Expressen hade en liknande reaktion, och kallade Venuspassagen för "en alldeles förträffligt bra LP."
Recensenten i Dagens Nyheter var också imponerad, och kallade "Reeperbahns andra album" för "en sällsynt intelligent kombination av modernism, dansmusik och traditionsstolt rock."
GT kallade skivan för en "ordentligt positiv överraskning."
Göteborgs-Posten ansåg att Reeperbahn med Venuspassagen "välförtjänt fått sitt stora genombrott."

## Låtlista
Text och musik: Dan Sundquist och Olle Ljungström.
Sida A
1. Venuspassagen – 3:39
2. Främlingen – 3:37
3. Min instinkt – 3:42
4. Hjälte – 2:44
5. Rattlesnake – 3:09

Sida B
1. Förnedringen – 4:43
2. Jag är en man – 3:37
3. Country – 3:14
4. Kalla kriget – 2:57
5. Amfibie – 5:00

## Bonusspår på CD-utgåvan 2010
1. Du säger så konstiga saker (Koppom session) – 2:34
2. The Stockholm Hustle – 4:00
3. Sommerlath Blues – 3:36
4. Venus in Possession – 3:42
5. Depravation – 4:35

## Medverkande
- Dan Sundquist – sång, bas, akustisk gitarr, triangel, kör
- Olle Ljungström – sång, gitarr, synthesizer, maracas, kör
- Eddie Sjöberg – gitarr, kör, munspel, cabassa
- Peter Korhonen – trummor, bongos, afrikansk snurrtrumma, LINN digital congas, kör
- Jan Kyhle – trumpet, synthesizer, kör
- Glen Myerscough – saxofon

## Listplaceringar
| Lista (1981) | Topplacering |
| ------------ | ------------ |
| Sverige      | 9            |

### Fotnoter
1. ↑  Sonic #69, sommaren 2013
2. ↑  Reeperbahn (2) – Venuspassagen Label: Mercury – 7210 084 Format: Cassette, Album, Stereo. Läst 26 februari 2021.
3. 1 2  Swedishcharts - Venuspassagen på den svenska albumlistan
4. ↑  Artikel av Jan Gradvall. Texthäfte medföljande samlingsskivan Reeperbahn 79/83 (1993), s. 8. (Universal Music AB.) Läst 27 april 2024.
5. ↑  Aftonbladet, 8 september 1981. Läst 12 april 2020.
6. ↑  Expressen, 16 september 1981. Läst 12 april 2020.
7. ↑  Dagens Nyheter, 18 september 1981, s. 29. Läst 14 april 2020.
8. ↑  GT, 21 september 1981, s. 13. Läst 14 april 2020.
9. ↑  Göteborgs-Posten, 22 oktober 1981, s. 34. Läst 14 april 2020.